# 루옌
루옌(중국어 간체자: 卢燕, 정체자: 盧燕, 병음: Lú Yàn, 영어: Lisa Lu 리사 루[*], 1927년 1월 19일 ~ )은 중국 베이징시에서 태어난 미국의 배우이다. 할리우드 외신 기자 협회와 영화 예술 과학 아카데미에 동시에 가입되어있는 유일한 인물이다.

## 어린 시절
친어머니 리구이펀(李桂芬)은 유명한 베이징 곤곡 배우였다. 리구이펀은 은퇴 후 중국 경극계와 곤곡계의 대부 메이란팡의 집에 기거하며 메이란팡의 아들 메이바오쥬(梅葆玖)를 가르치게 되었다. 리구이펀 역시 메이란팡에게 딸 루옌의 지도를 부탁했고, 루옌은 메이란팡에게 사사 받으면서 메이란팡에게 입양되었다.
양아버지와 친어머니의 뒤를 잇고자 10대 때부터 곤곡 공연 무대에 올랐다. 국공 내전이 터지자 가족들과 타이완으로 이주하여 국립 자오퉁 대학에서 경영학을 전공하였으며, 하와이 대학교에서 재무관리학과 함께 연극, 화술을 공부하였다.

## 경력

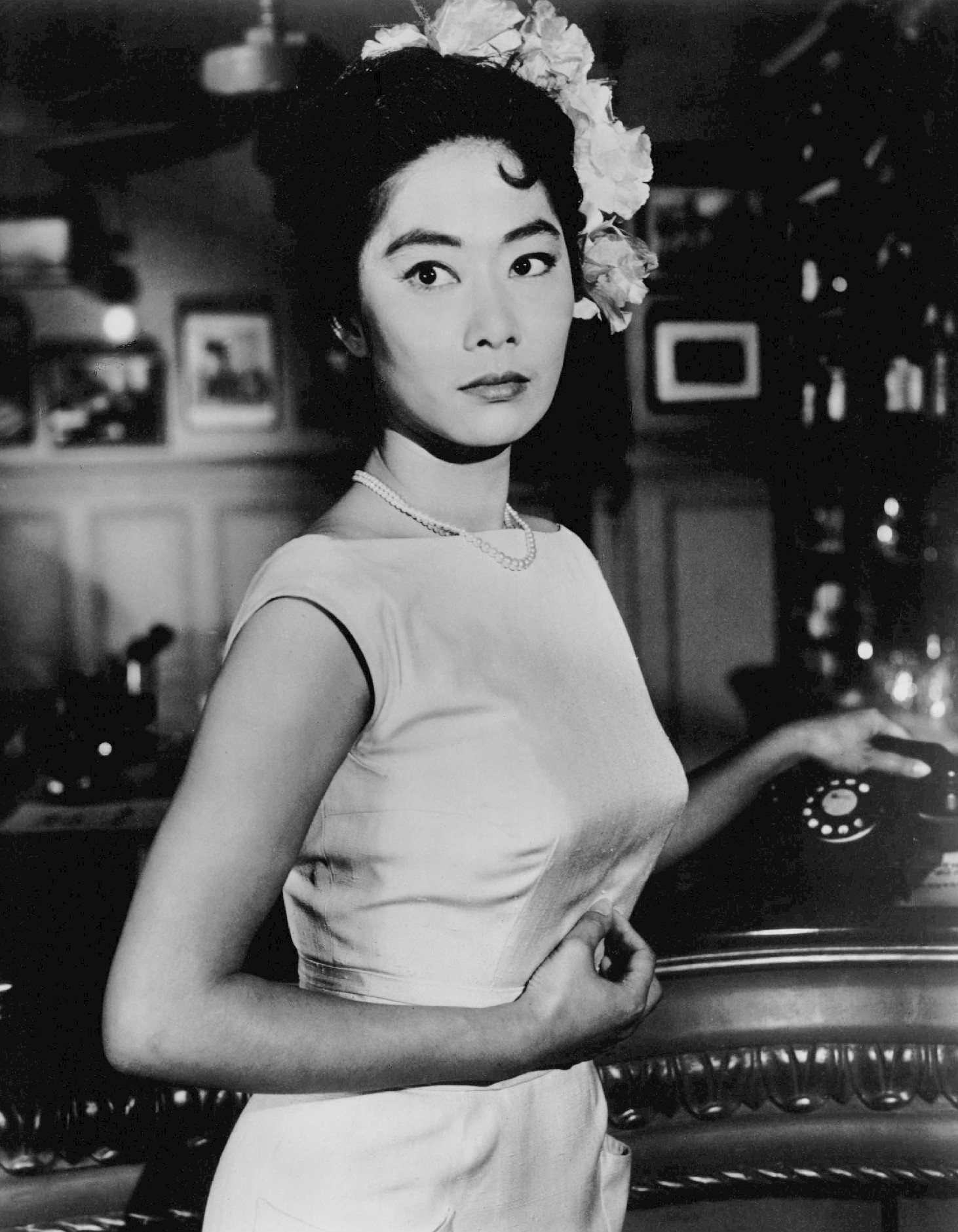
1960년 모습

1958년 연극 무대와 텔레비전에 데뷔한 이래 미국 본토를 본거지로 두고 홍콩, 중국 모두에서 활동하였다. 루옌이 미국으로 이주할 때 어머니 리구이펀도 함께 이민하였다.
1959년 제임스 스튜어트가 주연한 반전 영화 《The Mountain Road》(1960)에 여주인공으로 발탁되었다.
1960년 ABC 드라마 《The Rebel》에서 필립 안이 맡은 배역의 딸을 연기하였다.
1970년대에 《프로테우스 4》(1977) 등 규모 있는 할리우드 영화에 조연으로 나오는 한편 홍콩 영화계에서도 활약하며 금마장을 세 차례 수상하였다.
1987년 영화 《마지막 황제》에 서태후 역으로 출연하였다.
그 외 주요 출연작으로 《조이 럭 클럽》(1993), 《크레이지 리치 아시안》(2018) 등이 있다.

## 출연 작품

### 영화
- 백사전 (1958)
- The Mountain Road (1960)
- 프로테우스 4 (1977)
- 해밑 (1982)
- 마지막 황제 (1987) - 서태후 역
- 조이 럭 클럽 (1993)
- 라스트 템테이션 (1993)
- 아이 러브 트러블 (1994)
- 남아본색 (2007)
- 색, 계 (2007)
- 이모의 포스트모던 라이프 (2007)
- 엄마의 장례식 (2008)
- 2012 (2009)
- 썸웨어 (2010)
- 위험한 관계 (2012)
- 크레이지 리치 아시안 (2018) - 아 마 역

### 텔레비전
- The Rebel (1960)
- 보난자 (1961)
- 제5전선 (1970)
- 뉴욕경찰 24시 (2001)
- 제너럴 호스피털 (2011, 2012, 2015)
- 아메리칸 본 차이니즈 (2023)